# Cecilia Beaux
Pour les articles homonymes, voir Beaux (homonymie).
Cecilia Beaux, née le 1er mai 1855 à Philadelphie (Pennsylvanie) et morte le 7 septembre 1942  à Gloucester (Massachusetts), est une peintre portraitiste américaine, de style impressionniste.

## Biographie
Sa mère était une institutrice américaine et son père un industriel français travaillant dans le secteur de la soie. Après le décès de sa mère quelques jours après la naissance de l'artiste, son père décide de retourner en France, la laissant elle et sa sœur chez des proches qui se chargeront de les élever. Sans grande fortune et peu aidée par ses proches, Cecilia Beaux est contrainte de subvenir à ses besoins. Elle travaille alors comme lithographe et peintre sur porcelaine, et suit en même temps les cours de la Pennsylvania Academy of the Fine Arts de Philadelphie.
D'abord élève de William Sartain, elle vient à Paris en 1889, où elle fréquente l'Académie Julian. En 1891, elle retourne à New York où elle devient membre de la National Academy. Elle participe au Salon des artistes français à partir de 1900, année à laquelle une médaille d'or lui est décernée, et en 1902 elle est membre associée de la Société nationale des beaux-arts de Paris, où elle expose en 1913 et 1923.

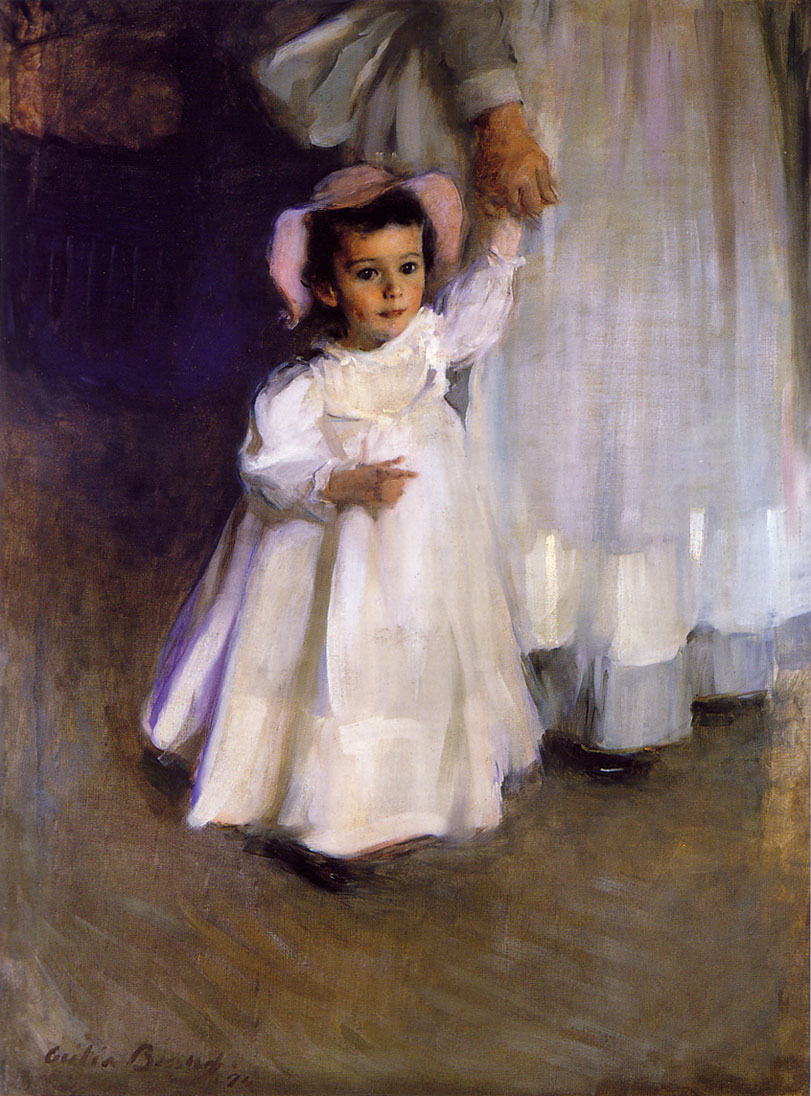
Ernesta (Child with Nurse), 1894, Metropolitan Museum of Art.

Cecilia peint des portraits, surtout d'enfants. L'exemple le plus significatif de ces compositions recherchées est sans doute le portrait de la petite fille Ernesta with Nurse, dans lequel seules la jupe volumineuse, la manche et la main de la nurse sont visibles, mettant en valeur la fragilité de la petite fille. L'ensemble est peint à grands coups de brosse assurés, montrant sa connaissance, sa compréhension de l'art impressionniste. C'est avec une sensibilité proche de l'abstraction qu'elle joue volontiers du blanc sur du blanc.
En 1919, elle proposa au gouvernement américain de faire réaliser les portraits des principaux représentants des forces alliées lors de la Première Guerre mondiale et fut l’une des huit artistes qui en furent chargés, recevant la commande de ceux de Clemenceau, du cardinal Mercier en Belgique et de l'amiral Beatty, commandant la flotte britannique. Elle se heurta au refus de Clemenceau motivé par un désaccord avec le président Wilson, et après avoir assisté à l'intervention du président du conseil à Versailles le 30 juin 1919, décide de s'inspirer de ce moment pour sa composition ; afin de pouvoir l'exécuter. Elle parvint néanmoins à son retour d'Égypte à le rencontrer brièvement et dans des conditions défavorables qui lui firent dire que « seul Sargent serait capable de réussir ce portrait ». La toile est datée de 1920.
L'année suivante, lors de l'exposition itinérante de la série de portraits, l'artiste donna à la nation française son tableau Sita et Sarita, Femme au chat (1893-1894), dont elle réalisa une réplique (Washington, Corcoran Gallery of Art).

## Œuvres
- Étude de Bretonnes, Concarneau (1888)[5].
- A girl in white, Ernesta with nurse, 1894, huile sur toile, 128,2 × 96,5 cm, Metropolitan Museum of Art à New York.
- Autoportrait, 1925, peinture à l'huile sur toile, 110 × 72 cm, Musée des Offices[6].
- Georges Clemenceau (Washington, Smithsonian Art Museum), reproduit en couleurs par Manœuvre (cf. bibliographie).